# جائزة إيطاليا الكبرى 2014
جائزة إيطاليا الكبرى 2014 (بالإنجليزية: 2014 Italian Grand Prix)‏ هو سباق فورمولا 1 أقيم بتاريخ 7 سبتمبر 2014 في حلبة مونزا، إيطاليا. كان الثالث عشر من أصل 19 في بطولة العالم لسباقات الفورمولا واحد موسم 2014. حلّ البريطاني لويس هاملتون أولا بينما جاء الألماني نيكو روسبيرغ في المركز الثاني وحصل على المركز الثالث البرازيلي فيليبي ماسا.